# Barbara Lagoa

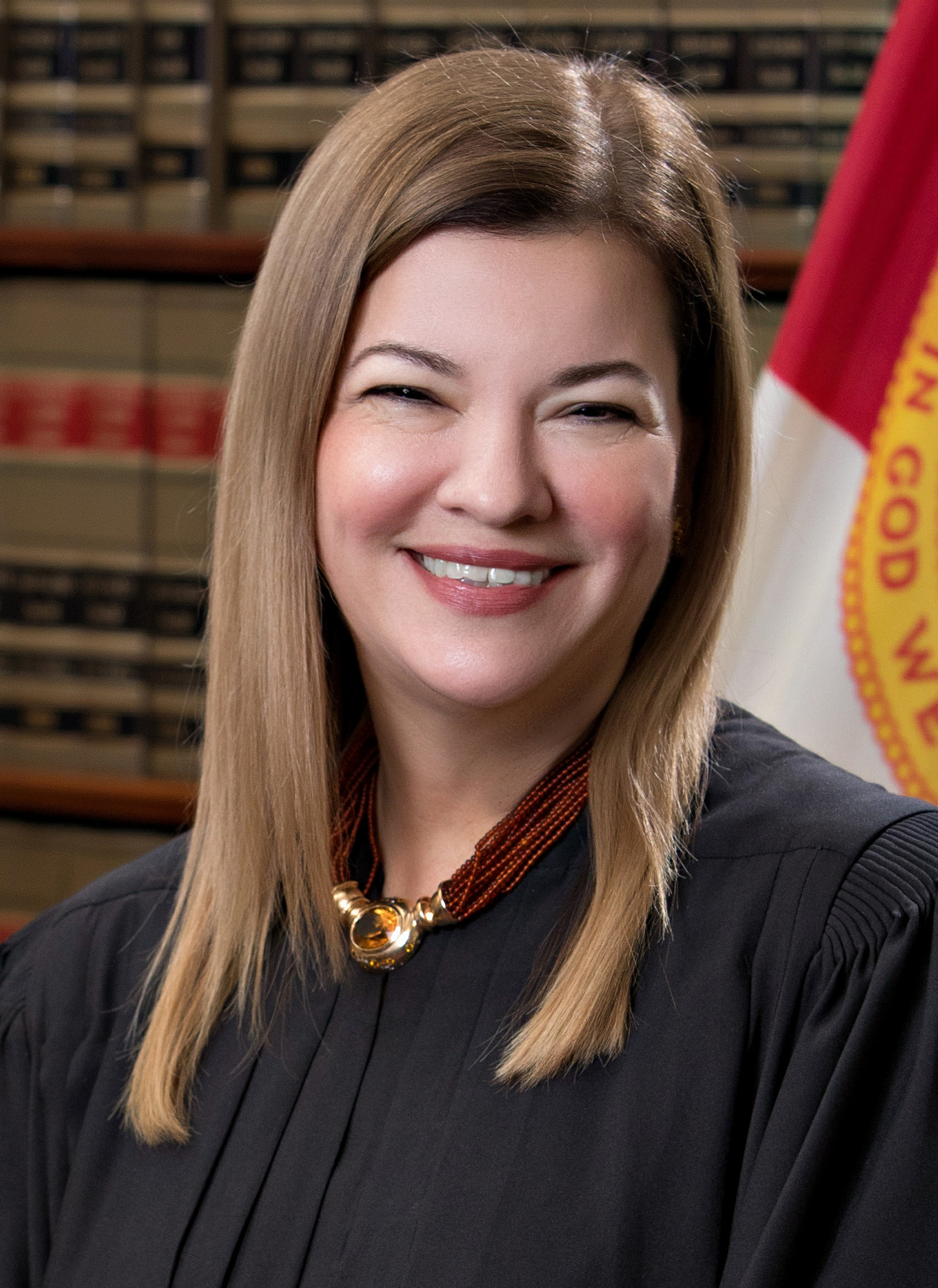
Barbara Lagoa (2019)

Barbara Lagoa (* 2. November 1967 in Miami, Florida) ist eine US-amerikanische Bundesrichterin. Sie sitzt derzeit im United States Court of Appeals.

## Familie und Studium
Lagoa wurde 1967 in Miami geboren. Ihre Eltern flüchteten nach der Revolution und Machtergreifung Fidel Castros aus Kuba. Aufgewachsen ist Lagoa in der stark von kubanischen Einwanderern geprägten Stadt Hialeah, 20 Kilometer nordöstlich von Miami. Sie spricht sowohl Englisch als auch Spanisch fließend. Lagoa machte 1989 ihren Bachelor in Anglistik an der Florida International University und erlangte 1992 den Juris Doctor an der Columbia Law School.
Lagoa ist mit dem Anwalt Paul C. Huck Jr. verheiratet, mit dem sie drei gemeinsame Töchter hat. Sie ist streng praktizierende Katholikin.

## Juristische Laufbahn
Im Juni 2006 wurde Lagoa zunächst vom damaligen Gouverneur Jeb Bush als Richterin für das Berufungsgericht des dritten Bezirks Floridas berufen, an dem sie 2019 zur Obersten Richterin aufstieg. Nur eine Woche nach dieser Beförderung wurde Lagoa von Floridas Gouverneur Ron DeSantis zur Richterin am Obersten Gerichtshof Floridas ernannt, wo sie auf R. Fred Lewis folgte. Aufmerksamkeit erlangte sie im April 2019, als sie Gouverneur DeSantis’ Entscheidung verteidigte, den Sheriff des Broward County, Scott Israel, zu entlassen. Diesem wurde Fehlverhalten im Zuge des Attentats an der Stoneman Douglas High School nachgesagt.
Am 12. September 2019 kündigte US-Präsident Donald Trump an, Lagoa für einen Sitz am Bundesberufungsgericht für den elften Gerichtskreis nominieren zu wollen. Am 15. Oktober wurde ihre Nominierung formal beim Senat eingereicht. Am 20. November wurde Barbara Lagoa für den Sitz am United States Court of Appeals for the Eleventh Circuit mit 80 zu 15 Stimmen vom Senat bestätigt. Am 6. Dezember 2019 trat sie ihr neues Amt als Nachfolgerin von Stanley Marcus an.
Am 9. September 2020 setzte Trump Lagoa auf seine Liste für potenzielle Kandidaten einer Nominierung an den Obersten Gerichtshof der Vereinigten Staaten. Nach dem Tod von Richterin Ruth Bader Ginsburg am 18. September 2020 gehörte Barbara Lagoa zum engsten Favoritenkreis auf eine Nominierung durch den Präsidenten. Am 26. September 2020 nominierte Trump Amy Coney Barrett als Nachfolgerin für Ginsburg.

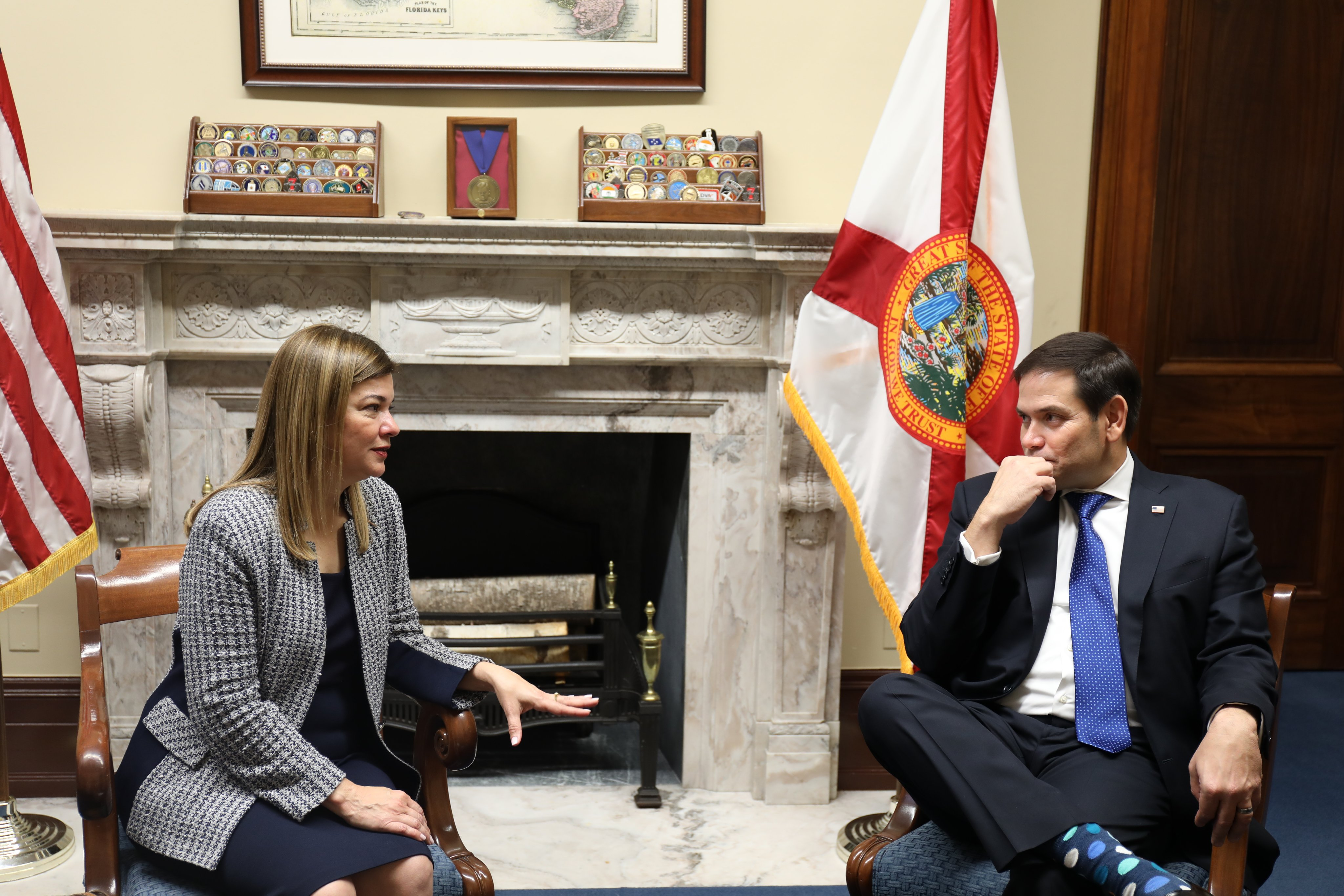
Barbara Lagoa, zusammen mit Senator Marco Rubio (2019)

Barbara Lagoa gilt als konservative sowie dem Originalismus zugehörige Richterin, womit sie der Republikanischen Partei nahesteht.